# 1440

## Události
- Johannes Gutenberg vynalezl pohyblivé litery pro knihtisk
- počátek stavby barcelonského přístavu

### Probíhající události
- 1431–1445 – Basilejsko-ferrarsko-florentský koncil
- 1436–1449 – Lučchuan-pchingmienské války

## Narození
- 22. ledna – Ivan III., velkokníže moskevský a vší Rusi († 1505)
- 12. února – Ladislav Pohrobek, český král († 1457)
- 14. února – Hartmann Schedel, německý lékař, humanista a sběratel, autor Norimberské či Schedelovy kroniky v které je nejstarší známý pohled na Prahu († 1514)
- ? –Bartolomé Bermejo, španělský malíř ovlivněný vlámským stylem († 1495)
- ? – Rueland Frueauf starší, pozdně gotický rakouský malíř († 1507)

## Úmrtí
- 20. března – Sigismund Kęstutaitis, velkokníže Litvy (* asi 1365)
- 9. dubna – Františka Římská, italská světice, patronka Říma a automobilistů (* 1384)
- 26. října – Gilles de Rais, bretaňský voják a sériový vrah, popraven (* 1404)
- 13. listopadu – Johana Beaufortová, hraběnka z Westmorlandu, nemanželská dcera Jana z Gentu (* cca 1379)
- Itzcóatl, aztécký vládce (* 1380)

## Hlavy států
- České království – interregnum
- Svatá říše římská – Fridrich III.
- Papež – Evžen IV. – Felix V. (vzdoropapež)
- Anglické království – Jindřich VI.
- Francouzské království – Karel VII. Vítězný
- Polské království – Vladislav III. Varnenčik
- Uherské království – Alžběta Lucemburská – Ladislav Pohrobek – Vladislav III. Varnenčik
- Chorvatské království – Alžběta Lucemburská – Vladislav III. Varnenčik
- Říše Inků – Pachacútec Yupanqui
- Říše Aztéků – Montezuma I.
- Byzantská říše – Jan VIII. Palaiologos